# Vinícius Araújo
Vinícius Vasconcelos Araújo, più in breve noto come Vinícius Araújo (João Monlevade, 22 febbraio 1993), è un calciatore brasiliano, attaccante svincolato.

## Caratteristiche tecniche
Prima punta, destro naturale, è un giocatore agile e veloce bravo a interpretare il ruolo sul filo del fuorigioco. La sua mobilità gli permette all'occorrenza di agire da esterno nel 4-3-3.

## Carriera

### Club

#### Cruzeiro
Cresce calcisticamente nel Cruzeiro, che lo promuove dalla seconda alla prima squadra a cavallo tra le stagioni 2012 e 2013. Durante la prima esperienza con la squadra brasiliana viene inserito gradualmente tra gli undici titolari riuscendo comunque a contribuire alla vittoria finale del campionato del Cruzeiro con 7 reti (la prima tra i professionisti, realizzata nella partita della prima doppietta, contro il Náutico il 14 luglio 2013) in 16 presenze. Oltre a queste e alcune buone prestazioni, ha sfornato anche due assist entro il termine della stagione, contro São Paulo e nel derby con l'Atlético Mineiro.

#### Valencia
Viene acquistato alla fine della sessione invernale di calciomercato del gennaio 2014 dal Valencia, a cui serve un rinforzo in seguito alla cessione di Hélder Postiga. Il costo del cartellino si è aggirato intorno ai 3 milioni e mezzo di euro. Esordisce con la nuova squadra durante la 26ª giornata di Liga il 2 marzo, quando il Rayo Vallecano ha inflitto una sconfitta (1–0) al Valencia. Nella prima stagione non trova molto spazio, arrivando a giocare solo sei spezzoni di partita.

### Nazionale
Gioca nell'Under-20 brasiliana, con la quale ha preso parte al Torneo di Tolone 2013 e alla Valais Youth Cup, torneo organizzato e svolto in Svizzera, realizzando 7 gol in 10 partite. In Francia si laurea capocannoniere del torneo realizzando tre marcature in cinque partite, compresa quella decisiva dello 0–1 ottenuto in finale, permettendo così alla sua selezione di vincere la competizione.

## Statistiche

### Presenze e reti nei club
Statistiche aggiornate al 17 maggio 2014.
| Stagione        | Squadra         | Campionato      | Campionato | Campionato | Coppe nazionali | Coppe nazionali | Coppe nazionali | Coppe continentali | Coppe continentali | Coppe continentali | Altre coppe | Altre coppe | Altre coppe | Totale | Totale |
| Stagione        | Squadra         | Comp            | Pres       | Reti       | Comp            | Pres            | Reti            | Comp               | Pres               | Reti               | Comp        | Pres        | Reti        | Pres   | Reti   |
| --------------- | --------------- | --------------- | ---------- | ---------- | --------------- | --------------- | --------------- | ------------------ | ------------------ | ------------------ | ----------- | ----------- | ----------- | ------ | ------ |
| 2013            | Cruzeiro        | M1/MG+A         | 5+16       | 1+7        | CB              | 3               | 1               |                    | -                  | -                  |             | -           | -           | 24     | 9      |
| gen.-giu. 2014  | Valencia        | PD              | 6          | 0          | CR              | -               | -               | UEL                | -                  | -                  |             | -           | -           | 6      | 0      |
| 2014-2015       | Standard Liegi  | PL              | 10         | 0          | CB              | 2               | 0               | UEL                | 4                  | 1                  | -           | -           | -           | 16     | 1      |
| 2015            | Cruzeiro        | M1/MG+A         | 12         | 2          | CB              | 0               | 0               | CL                 | 0                  | 0                  |             | -           | -           | 12     | 2      |
| Totale Cruzeiro | Totale Cruzeiro | Totale Cruzeiro | 33         | 10         |                 | 3               | 1               |                    | -                  | -                  |             | -           | -           | 36     | 11     |
| 2016            | Sport           | A               | 0          | 0          | CB              | 0               | 0               | -                  | -                  | -                  | -           | -           | -           | 0      | 0      |
| Totale carriera | Totale carriera | Totale carriera | 43         | 10         |                 | 5               | 1               |                    | 4                  | 1                  |             | -           | -           | 52     | 12     |

## Palmarès

### Club

#### Competizioni statali
- Campionato Mineiro: 1

2013

#### Competizioni nazionali
- Campionato brasiliano: 1

2013

### Nazionale
- Torneo di Tolone: 1

2013

### Individuale
- Capocannoniere del Torneo di Tolone: 1

2013